# Jane Eyre (film, 1996)
Jane Eyre är en fransk-italiensk-brittisk-amerikansk dramafilm från 1996 i regi av Franco Zeffirelli. Filmen är baserad Charlotte Brontës roman med samma namn från 1847. I huvudrollerna ses William Hurt, Charlotte Gainsbourg och Joan Plowright. Filmen följer romanen, även om den förtätar och utesluter det mesta av handlingen i bokens sista fjärdedel (då Jane Eyre ger sig av, hittar nya vänner och ett nytt arbete) för rymma berättelsen i en tvåtimmars film.

## Handling
Den föräldralösa och fattiga unga kvinnan Jane Eyre anställs av Mr Rochester, genom Mrs. Fairfax, som guvernant för den franska flickan Adèle vars vårdnad han rår om. Trots sin milda framtoning, bär Jane på starka inre passioner och visar sin styrka genom att uttrycka sina åsikter och agera beslutsamt i svåra tider.  Rochester plågas av familjeproblem och hemligheter. Han och Jane fattar tycke för varandra och blir kära. Men vad Jane inte vet är att hon måste dela  Thornfield Hall (och Mr Rochester) med hans fru Bertha, som är psykiskt sjuk och hålls inlåst på vinden tillsammans med en sjuksköterska, Grace Poole.

## Rollista i urval
- Charlotte Gainsbourg – Jane Eyre
- Anna Paquin – Jane Eyre som barn
- William Hurt – Edward Fairfax Rochester
- Fiona Shaw – mrs Reed
- John Wood – mr Brocklehurst
- Geraldine Chaplin – miss Scatcherd
- Amanda Root – miss Temple
- Leanne Rowe – Helen Burns
- Richard Warwick – John
- Joan Plowright – mrs Fairfax
- Judith Parker – Leah
- Josephine Serre – Adèle Varens
- Billie Whitelaw – Grace Poole
- Elle Macpherson – Blanche Ingram
- Julian Fellowes – överste Dent
- Edward de Souza – Richard Mason
- Peter Woodthorpe – Briggs
- Ralph Nossek – Pastor Wood
- Maria Schneider – Bertha Mason
- Samuel West – St. John Rivers
- Charlotte Attenborough – Mary Rivers